# Tvåfärgad myrpitta
Tvåfärgad myrpitta (Grallaria rufocinerea) är en fågel i familjen myrpittor inom ordningen tättingar.

## Utseende och läte
Tvåfärgad myrpitta är en medelstor (16,5 cm) medlem av familjen med grå undersida och roströd ovansida, inklusive huvud och strupe. Näbben är svart. Lätet beskrivs som en klar och ljus utdragen vissling, "treeeee".

## Utbredning och systematik
Tvåfärgad myrpitta förekommer från centrala Anderna i Colombia (från Antioquia söderut) till östra Anderna i nordligaste Ecuador (nordvästra Sucumbíos). Den behandlas oftast som monotypisk, det vill säga att den inte delas in i några underarter.

## Status och hot
Arten har ett stort utbredningsområde, men tros minska i antal, dock inte tillräckligt kraftigt för att den ska betraktas som hotad. Internationella naturvårdsunionen IUCN listar arten som livskraftig (LC). Beståndet uppskattas till i storleksordningen 20 000–50 000 vuxna individer.